# Баранов, Александр Владимирович (футболист)
Александр Владимирович Баранов (7 февраля 1978) — белорусский футболист, защитник.

## Биография
Во взрослом футболе дебютировал в 16-летнем возрасте в составе могилёвского «Днепра», сыграв один матч в высшей лиге Белоруссии в сезоне 1993/94. Затем играл за дубль могилевчан, а в 1995 году выступал во второй лиге за минский РУОР (в ряде источников команда называется МПКЦ-2 из-за партнёрского соглашения РУОР с мозырским клубом).
В 1997 году вернулся в «Днепр» и провёл в могилёвском клубе 11 сезонов. В 1998 году со своим клубом стал чемпионом Белоруссии. Всего за «Днепр» сыграл 219 матчей в высшей лиге Белоруссии и забил 8 голов. В последнем сезоне, в 2007 году, играл только за дубль.
После ухода из «Днепра» провёл три сезона в «Спартаке» (Шклов) в первой и второй лигах.
Вызывался в сборные Белоруссии младших возрастов, в том числе в 1998—1999 годах играл за молодёжную сборную.